# Henry Pearce
Henry Robert "Bobby" Pearce (ur. 30 września 1905 w Double Bay, zm. 20 maja 1976 w Toronto) – australijski wioślarz, dwukrotny medalista olimpijski.
Wystąpił na igrzyskach olimpijskich w Amsterdamie w 1928, gdzie zwyciężył w jedynce. W wyścigu finałowym o 9,8 sekundy wyprzedził Kennetha Myersa z USA. Brał także udział w igrzyskach olimpijskich w Los Angeles w 1932, gdzie obronił tytuł mistrza olimpijskiego w jedynkach. Tym razem w finale o 0,8 sekundy wyprzedził Williama Millera z USA i o 18,8 sekundy Guillermo Douglasa z Urugwaju. Tym samym Pearce został pierwszym wioślarzem w historii, który dwukrotnie zwyciężył w jedynkach na igrzyskach olimpijskich. Na IO 1932 był także chorążym reprezentacji Australii podczas ceremonii otwarcia.
Ponadto w 1930 zdobył złoty medal w jedynkach podczas igrzysk Imperium Brytyjskiego w Hamilton.
W 1933 przeszedł na zawodowstwo, co wykluczyło go ze startu na igrzyskach olimpijskich w Berlinie w 1936. Kilkukrotnie zdobywał tytuł mistrza świata.
Od 1930 mieszkał w Hamilton w kanadyjskiej prowincji Ontario. Następnie przeniósł się do Toronto, jednak na IO 1932 reprezentował Australię. Kanadyjskie obywatelstwo otrzymał w 1972.
W trakcie II wojny światowej, w 1943 roku, wstąpił do Royal Canadian Naval Volunteer Reserve w stopniu porucznika. W 1948 awansowany na komandora podporucznika i w 1951 przeniesiony do Royal Canadian Navy. Z marynarki odszedł w 1956.
Jego bratanek, Gary Pearce, także został wioślarzem.